# Campeonato Europeo de Ciclismo BMX de 2025
El XXX Campeonato Europeo de Ciclismo BMX se celebró en Valmiera (Letonia) entre el 10 y el 13 de julio de 2025 bajo la organización de la Unión Europea de Ciclismo (UEC) y la Federación Letona de Ciclismo.
Las competiciones se realizaron en el circuito de BMX del Centro Olímpico Vidzeme de la ciudad letona.

## Resultados
| Evento            | Oro                                 | Plata                                  | Bronce                                 |
| ----------------- | ----------------------------------- | -------------------------------------- | -------------------------------------- |
| Masculino (12.07) | Mathis Ragot Richard Francia 32,084 | Arthur Pilard Francia 32,092           | Sylvain André Francia 32,396           |
| Femenino (12.07)  | Bethany Shriever Reino Unido 35,275 | Merel Smulders · Países Bajos · 36,177 | Laura Smulders · Países Bajos · 36,544 |

## Medallero
| Núm. | País         | Oro | Plata | Bronce | Total |
| ---- | ------------ | --- | ----- | ------ | ----- |
| 1    | Francia      | 1   | 1     | 1      | 3     |
| 2    | Reino Unido  | 1   | 0     | 0      | 1     |
| 3    | Países Bajos | 0   | 1     | 1      | 2     |
|      | TOTAL        | 2   | 2     | 2      | 6     |